# Pseudopilanus foliosus
Pseudopilanus foliosus är en spindeldjursart som först beskrevs av Luigi Balzan 1887.  Pseudopilanus foliosus ingår i släktet Pseudopilanus och familjen blindklokrypare. Inga underarter finns listade i Catalogue of Life.